# Резня на площади Беязыт
Резня на площади Беязыт (тур. Beyazıt katliamı) — террористическая атака турецких ультраправых 16 марта 1978 года в Стамбуле. Совершена боевиками-националистами из движения Серые волки. Была направлена против левых студенческих активистов. Привела к гибели 7 человек, более 40 получили ранения. Рассматривается как одна из акций «стратегии напряжённости» 1970-х годов.

## Теракт на университетской площади
Вторая половина 1970-х годов прошла в Турции под знаком политического насилия, напоминавшего гражданскую войну малой интенсивности. Одной из «горячих точек» являлся Стамбульский университет. Значительная часть студенчества была радикально политизирована, многие активисты связаны с неофашистским движением Серые волки либо с радикально-коммунистическими группировками Devrimci Yol и TKP/ML.
Атака на университетской площади Беязыт произошла 16 марта 1978 около 13:45 по местному времени. В группу левых студентов была брошена бомба, затем открыта стрельба. Погибли семь человек — Джемиль Сёнмез, Баки Экиз, Хатидже Озен, Абдулла Шимшек, Мурат Курт, Хамди Акил, Туран Орен.

## Арест «Серых волков»
Полиция арестовала по обвинению в теракте председателя стамбульского отделения «Серых волков» Орхана Чекироглу и четырёх боевиков организации — Касима Айайдина, Мехмета Гюля, Ахмета Хамди Паксоя и Сиддика Полата. По некоторым данным, к организации нападения был причастен Абдулла Чатлы.
30 марта 1980 года суд вынес обвинительные приговоры. Максимальный срок — 11 лет заключения — получил Чекироглу (освобождён по апелляции в 1982).

## Возобновление и срок давности
В 1992 году друзья убитых потребовали повторного расследования. В 1995 году дело было официально возобновлено.
После истечения в 2008 году 30-летнего срока давности мать убитого боевика «Серых волков» Зюлкюфа Исота, также участника резни, сообщила, что, по словам её сына, теракт 1978 на площади Баязит была совершён по согласованию с офицером полиции Мустафой Доганом.
В марте 2010 года Верховный апелляционный суд окончательно закрыл дело в связи с истечением срока давности. Это решение было оспорено министром юстиции Турции Садуллахом Эргином.
Юрист и издатель Камль Текин Сюрек связывает резню на Баязыт с общей стратегией терроризма и напряжённости 1970-х в рамках «дела Эргенекона».